# Phan Văn Việt
Phan Văn Việt (sinh ngày 4 tháng 8 năm 1960) là một sĩ quan cấp cao trong Quân đội nhân dân Việt Nam, hàm Trung tướng, nguyên Bí thư Đảng ủy, Chính ủy Tổng cục 2.

## Thân thế và binh nghiệp
Cha ông là Phan Văn Lộc và mẹ là bà Huỳnh Thị Nhâm. Ông sinh ra và lớn lên tại phường 15, quận 8, TP HCM.
Năm 1975, ông là học sinh cấp 2 tại trường Ngô Gia Tự.
Năm 1978, chiến sĩ nghĩa vụ tại Đại đội 20, trung đoàn 55, sư đoàn 303, Quân khu 5 và tham chiến tại Campuchia.
Tháng 7, năm 2010, ông thụ phong quân hàm Thiếu tướng.
Trước năm 2015, ông là Cục trưởng Cục 11, Tổng cục 2.
Năm 2015, bổ nhiệm làm Phó Tổng cục trưởng Tổng cục 2 đồng thời phong quân hàm Trung tướng.
Năm 2016, ông được bổ nhiệm giữ chức Bí thư Đảng ủy, Chính ủy Tổng cục 2. Trong thời gian này, ông được công nhận học vị phó giáo sư về khoa học quốc phòng - an ninh.
Ông là một trong số ít lãnh đạo tình báo đi từ lính nghĩa vụ lên làm lãnh đạo tình báo, rồi nhận học vị phó giáo sư.